# Žiga Zwitter
Žiga Zwitter, slovenski zgodovinar * 27. marec 1987, Ljubljana.

## Življenje in delo
Leta 2005 je kot zlati maturant zaključil srednješolsko izobraževanje na Gimnaziji Bežigrad Ljubljana  in v študijskem letu 2005/2006  začel z dvopredmetnim študijem zgodovine in geografije na Filozofski fakulteti Univerze v Ljubljani. Diplomiral je leta 2010 z naslovom Vpliv »male ledene dobe« na agrarno poselitev na ozemlju današnje Slovenije: na primeru izbranih območij v Zgornji Savinjski dolini in za delo prejel fakultetno Prešernovo nagrado. Tako je pridobil naziv univerzitetni diplomirani zgodovinar in profesor geografije (Univerza v Ljubljani, Filozofska fakulteta)
Oktobra leta 2010 se je vpisal na doktorski študij in se kot mladi raziskovalec zaposlil na Oddelku za zgodovino Filozofske fakultete v Ljubljani (mentor prof. dr. Peter Štih). Po doktorski disertaciji (2015): Okoljska zgodovina srednjega in zgodnjega novega veka na stiku Alp, Panonske kotline, Dinarskega gorstva in Sredozemlja je za eno leto postal asistent za slovensko in občo zgodovino zgodnjega novega veka. V letu 2016 pa je pridobil naziv docent za slovensko in občo zgodovino zgodnjega novega veka, Oddelek za zgodovino, Filozofska fakulteta, Univerza v Ljubljani.
Med letoma 2016 in 2017 se je podoktorsko usposabljal iz okoljske zgodovine na Institut für Soziale Ökologie na Dunaju; sodeloval pri podoktorskem projektu Avstrijske akademije znanosti Traditional ecological knowledge of grassland management to promote Alpine sustainability, (mentorica: dr. Verena Winiwarter) in bil hkrati prejemnik podoktorske raziskovalne štipendije Joint Excellence in Science and Humanities Avstrijske akademije znanosti.  Bil je tudi član bilateralnega projekta Družbena in gospodarska zgodovina, kulturna dediščina, sedanjost in prihodnost pašnih planin v Črni gori in Sloveniji.
Član ARRS programske skupine Slovenska zgodovina (Oddelek za zgodovino, Filozofska fakulteta Univerze v Ljubljani) je od leta 2010, od leta 2017 pa tudi član CEEPUS mreže EcoManAqua (EcoResNet): Ecology and management of aquatic ecosystems in Central, East and Southeast Europe.
Od leta 2018 je predstavnik uporabnikov arhivov v izvršnem odboru Arhivskega društva Slovenije, leta 2019 pa je postal tudi regionalni predstavnik regije Hrvaška-Slovenija-Srbija v Evropskem združenju okoljskih zgodovinarjev (European Society for Environmental History).
Njegova raziskovalna področja so: Okoljska zgodovina, gospodarska zgodovina, družbena zgodovina, predvsem zgodnjega novega veka.  

## Izbrana bibliografija
- Vremenska in klimatska zgodovina v koledarjih in podložniških dnevnikih ljubljanskega škofa Tomaža Hrena (1597–1630). Zgodovinski časopis 67, no. 3–4: 306–389. Ljubljana, 2013.
- Subsistence, prosperity and abandonment of Alpine isolated farms in the dynamic 17th century environment: case study from the Upper Savinja Valley with special emphasis on tenants' inventories. Ekonomska i ekohistorija: časopis za gospodarsku povijest i povijest okoliša 11: 139–181. 2015
- Material responses to natural hazards in 16th and 17th centuries: cases from present-day Slovenia and its surroundings. Dela 43: 5–28. 2015.
- Urbarji iz 16. in 17. stoletja kot vir za okoljsko zgodovino. V: Urbarji na Slovenskem skozi stoletja, uredila Matjaž Bizjak in Lilijana Žnidaršič Golec, 117–148. Ljubljana: Arhiv Republike Slovenije. 2016.
- Eine Wissensgeschichte der Wiesen und Weiden im Südosten der Alpen im 16. und im frühen 17. Jahrhundert [Intelektualna zgodovina travnikov in pašnikov na jugovzhodu Alp v 16. in zgodnjem 17. stoletju]. Mitteilungen des Instituts für Österreichische Geschichtsforschung 128, št. 1: 49–82. 2020.